# Pierre Armand Dufau
Pierre Armand Dufau [pjɛːʀ aʀˈmɑ̃ dyˈfo] (* 1795 in Bordeaux; † 25. Oktober 1877 in Paris) war ein französischer Publizist und Volkswirt. Er war eine berühmte Autorität in den wirtschaftlichen Seiten des Blindenwesens.

## Leben
Dufau wurde 1815 Lehrer am Blindeninstitut in Paris, dessen Direktion ihm 1840 übertragen wurde. Er leitete das Institut bis 1855. Dufau gehörte 1851 zu den Gründern der in ganz Frankreich verbreiteten Gesellschaft zur Unterstützung der Blinden. Sie diente als Vorbild einer ähnlichen Gesellschaft zur Unterstützung der Taubstummen, die kurz darauf gegründet wurde. Dufau starb 1877.

## Werk
Unter seinen zahlreichen Schriften sind zu nennen: Plan de l’organisation de l’institution des jeunes aveugles (Paris 1833); Des aveugles. Considérations sur leur état physique, moral et intellectuel (1836, 2. Aufl. 1850); Lettres sur la charité (1847); Notice historique, statistique et descriptive sur l’institution des jeunes aveugles (1852); Souvenirs d’une aveugle née (1851). Von seinen volkswirtschaftlichen Schriften heben wir hervor: De l’abolition de l’esclavage coloniale (1830); Traité de statistique (1840). Außerdem schrieb er: Dictionnaire de la géographie ancienne et moderne in Gemeinschaft mit Guadet (1820, 2 Bde.) und mehrere geschichtliche Werke.
Dieser Artikel basiert auf einem gemeinfreien Text aus Meyers Konversations-Lexikon, 4. Auflage von 1888 bis 1890.
| Personendaten    | Personendaten                         |
| ---------------- | ------------------------------------- |
| NAME             | Dufau, Pierre Armand                  |
| KURZBESCHREIBUNG | französischer Publizist und Volkswirt |
| GEBURTSDATUM     | 1795                                  |
| GEBURTSORT       | Bordeaux                              |
| STERBEDATUM      | 25. Oktober 1877                      |
| STERBEORT        | Paris                                 |